# Tamarixia pronomus
Tamarixia pronomus är en stekelart som först beskrevs av Walker 1839.  Tamarixia pronomus ingår i släktet Tamarixia och familjen finglanssteklar. Arten är reproducerande i Sverige. Inga underarter finns listade i Catalogue of Life.